# Exoristoides blattarius
Exoristoides blattarius là một loài ruồi trong họ Tachinidae.